# 28978 Ixion
28978 Ixion är ett stort objekt i Kuiperbältet. Objektet är uppkallat på förslag av E. K. Elliot efter Ixion, en figur inom grekisk mytologi.  Innan den fick namnet Ixion hade den beteckningen 2001 KX76. Lite är känt om detta objekt. Den senaste mätningen av spektrumet visar att den består av en blandning mellan mörkt kol och tholin.